# Рыкин, Роман Владимирович
Рыкин Роман Владимирович (род. 11 октября 1974 года, г. Уфа) — артист Башкирского Государственного театра оперы и балета. Народный артист Республики Башкортостан (1993).

## Биография
Рыкин Роман Владимирович родился 11 октября 1974 года в Уфе.
В 1993 году окончил Уфимское хореографическое училище (педагог Ш. А. Терегулов).
Солист Башкирского государственного театра оперы и балета с 1991 года.
По окончании училища танцевал в Английском национальном балете, с 1996 года — в труппе «San-Francisco Ballet», с 2003 года — в «Boston Ballet Сompany» в США.

## Партии
Зигфрид («Лебединое озеро» П. И. Чайковского; 1993), Альберт («Жизель» А. Адана), Юноша («Шопениана»), Юмагул («Журавлиная песнь»), Базиль («Дон Кихот» Л. Ф. Минкуса), хореографические миниатюры «Три карты» А. Босова на муз. Ю. А. Симакина, «Элегия» и «Гном» В. Усманова на муз. С. В. Рахманинова, М. П. Мусоргского соответственно.

## Награды и звания
- Лауреат Всесоюзного конкурса артистов балета «Праздник Терпсихоры» (Баку, 1991)
- Лауреат международных конкурсов артистов балета «Арабеск» (г. Пермь, 1992), в гг. Лозанна (Швейцария, 1993), Будапешт (1994), Джексон (США, 1995)
- Дипломант Международного конкурса молодых артистов балета имени С. П. Дягилева в 1992 году в Москве.
- Народный артист Республики Башкортостан (1993)